# Как пан конём был
«Как пан конем был...» — российский кукольный мультфильм, созданный на студии «Пилот» в 2004 году. Режиссёры Александр Татарский и Валентин Телегин создали его по мотивам белорусской народной сказки. Аналогичный сюжет есть в латышском и венгерском фольклоре, только в венгерском варианте вместо помещика фигурирует пастор.
Мультфильм входит в мультсериал «Гора самоцветов». В начале мультфильма — пластилиновая заставка «Мы живём в России — Белорусы».

## Сюжет
Жил когда-то в селе один пан, злой и жадный. Заставлял своих работников делать тяжёлую работу, на которой обычно коня использовали, даже не кормил их, и не давал им отдохнуть. Домовой рассердился на такую несправедливость и превратил пана в коня. Домовой отдал коня работникам с условием использовать на самой тяжёлой работе и не кормить. В одну лихую ночь залезли в усадьбу воры и украли похудевшего коня, а потом продали его сапожнику. Испугался конь и сбежал, вернулся домой и стал капусту в огороде есть. Тут его домовой и превратил обратно в пана. С тех пор пан подобрел и работников своих не обижал, но коня так и не купил.

## Создатели
- Авторы сценария: Георгий Заколодяжный, Александр Татарский
- Режиссёры: Александр Татарский, Валентин Телегин
- Композитор: Лев Землинский
- Звукорежиссёр: Владислав Тарасов
- Роли озвучивали:
  - Александр Леньков — один из работников, один из воров
  - Александр Пожаров — домовой, сапожник, пограничник
  - Юлия Рутберг — жена пана, жена сапожника
  - Сергей Баталов — пан, один из воров
  - Валерий Чигляев — авторский текст
- Аниматор: Ольга Веселова
- Ассистенты: Оксана Фомушкина  Ульяна Третьякова,
- Монтаж: Людмила Коптева
- Операторы:
  - Алексей Ганков
  - Марис Бринкманис
  - Мария Кулланда
  - М. Трупс
  - Марис Путнинш
- Директор: Игорь Гелашвили
- Разработка Пластилиновой Заставки:
  - Режиссёр: Сергей Меринов
  - Текст: Георгий Заколодяжный
  - Актёр: Алексей Баталов
  - Художник-постановщик: Эдуард Беляев
  - Операторы-монтажёр: Андрей Пучнин,
- Художественный совет:
  - Эдуард Назаров
  - Александр Татарский
  - Михаил Алдашин
  - Валентин Телегин
  - Георгий Заколодяжный
- Генеральный продюсер: Игорь Гелашвили
- Продюсер: Ирина Капличная
- Руководитель проекта: Александр Татарский

## Интересный факт
- В титре ошибочно указан «Актёр — Александр Леньков». То, что это Алексей Баталов, можно догадаться по голосу.

## Премьера и награды
- 2005 — Премьерный показ первых 11 фильмов из цикла «Гора самоцветов»[1] состоялся в феврале 2005 года в рамках Х Открытого российского фестиваля анимационного кино в Суздале.[2]
- 2005 — Диплом жюри Х ОРФАК в Суздале (2005) "Коллективному разуму Большой киностудии «Пилот», энергично создающему «Гору самоцветов».[3]
- 2006 — Национальная премия в области кинематографии «Золотой Орел» за 2005 г. в категории «Лучший анимационный фильм» — циклу «Гора Самоцветов»(11 мультфильмов за 2004 год).